# 尾崎剛毅
尾崎 剛毅（おざき こうき、1904年（明治37年）10月13日 - 没年不明）は、日本の陸上競技選手。

## 経歴
1904年10月13日、千葉県に生まれる。東京高等師範学校在学中の1924年、1925年、1926年の全日本選手権でやり投に出場し優勝している。中でも、1926年に記録した57メートル17という記録は当時の日本記録であった。1925年の第7回極東選手権競技大会にも出場している。1927年に東京高等師範学校を卒業し、京都師範学校教諭となる。京都市上京区に暮らし、近畿陸上競技協会技術委員も務めている。その後、東京府体育運動主事、東京都教育庁社会教育部体育課長、同庁体育部長を歴任した。その後、東京都教育委員会指導主事、墨田区立両国中学校長、東京都教育委員会体育課長、同体育部長を経験し、1961年9月に東京都立駒場高等学校長に就任。校長としては2号館や生徒ホールの新設を主導し、1966年3月に定年退職した。この間、1963年に全国高校体育連盟理事長、1964年5月に同連盟会長に就任しており、スポーツ審議会委員、学校保健委員会委員、東京都体育協会常任理事も歴任している。

## 人物
剣道四段を所持している。家族は妻と長男、長女、次女がおり、スポーツ、武道、釣りを趣味としていた。